# Vincenc Janatka
Vincenc Janatka (17. února 1865, Mšeno – 7. května 1931, Karlovy Vary) byl lékař, oftalmolog a balneolog, v Karlových Varech působil v letech 1896–1931, v roce 1907 byl zvolen starostou spolku Slovanská beseda, od roku 1923 členem městského zastupitelstva.

## Osobní život a studium
Narodil se 17. února 1865 ve Mšeně do rodiny rolníka a řezníka jako nejstarší syn Františka a Magdaleny Janatkových. Když byly Vincentovi dva roky, postihl rodinu Janatkových velký požár, při němž zemřeli Vincentovi prarodiče a jejich čtyři děti a zničen byl téměř veškerý majetek. Přes všechnu bídu, která následovala, studoval Vincenc od roku 1875 na gymnáziu v Mladé Boleslavi a poté na lékařské fakultě Karlovy univerzity, kde promoval v roce 1890. Při studiích mu značně pomohl mšenský páter Jan Krásný, který mladému Janatkovi ze svého fondu až do ukončení studií poskytoval každoročně 200 zlatých jako úhradu studijních nákladů.
Rok po promoci a absolvování zkrácené vojenské služby se mladý lékař vydal na klinickou praxi do Vídně, kde pět let působil jako asistent očního oddělení. Tam si oblíbil družný spolkový život vídeňských Čechů a ve Slovanské besedě byl členem sekce „Mládenců arcipovedených“.
V roce 1896 se přestěhoval do Karlových Varů. V prvním roce nového tisíciletí, roku 1901 se oženil s Němkou Irenou Metzgerovou, v níž našel pochopení mj. i pro svoje aktivity v okruhu karlovarské české menšiny. V první světové válce byl v roce 1915 povolán jako domobranecký lékař do vojenského lazaretu ve Šternberku a následně do Lipníku na Moravě. O rok později byl na žádost svých přátel přeložen do Vojenského léčebného ústavu v Karlových Varech.
Doktor Vincenc Janatka zůstal Karlovým Varům věrný až do konce života. Zemřel 7. května 1931 ve svých 66 letech. Na poslední cestě ho vyprovázeli všichni karlovarští Češi. Pohřben je v rodinné hrobce katolické části karlovarského ústředního hřbitova v Drahovicích (PL1–13/545).

## Působení v Karlových Varech

### Profesní kariéra
V roce 1896 se jednatřicetiletý Vincenc Janatka usadil v Karlových Varech, kde si otevřel lékařskou praxi. První ordinaci provozoval v domě U Zlaté helmy ve Vřídelní ulici 19, kde ordinoval ještě v roce 1914. Roku 1925 je pak sídlo Janatkovy ordinace ve Vřídelní 33, dům Billroth. Zpočátku se věnoval očnímu, později všeobecnému a lázeňskému lékařství. I když život českého lékaře v tehdy německých Karlových Varech nebyl jednoduchý, existenční starosti ho nikdy netížily. Stále měl dostatek lázeňských hostů, jejichž počet se i po válce rok od roku zvyšoval. Jeho pacienty byli často příslušníci české menšiny, kteří ne vždy měli dostatek finančních prostředků, a doktor Janatka mnohé ošetřoval zcela zdarma.

### Slovanská beseda
Kromě své bohaté klientely projevoval Vincent Janatka v Karlových Varech stejně velkou péči o Slovanskou besedu. Zde vykonával nejprve funkci místostarosty a odpovědně zastupoval starostu Emanuela Engela, který byl mj. i jeho přítelem a poradcem. Když v roce 1907 doktor Engel zemřel, byl do čela Slovanské besedy zvolen právě Vincent Janatka. Roku 1908 vypukly v Praze buršácké bouře, které se rozšířily i do Karlových Varů a trvaly několik dní. Zfanatizovaní němečtí nacionalisté poničili dům Slovanské besedy i jeho zařízení a doktor Janatka měl tehdy velké starosti, aby přiměl zodpovědné orgány k zorganizování pomoci. V roce 1913 se vzdal své funkce starosty Slovanské besedy a na jeho místo nastoupil František Zatloukal.

### Městské zastupitelstvo
Po volbách v roce 1923 byl doktor Janatka zvolen do karlovarského městského zastupitelstva, kde byl zpočátku jediným Čechem. Zde vždy hájil práva české menšiny. V roce 1924 měly Karlovy Vary 15 000 stálých, převážně německých obyvatel.

### Ocenění
Vincenc Janatka svůj život věnoval posilování češství v Karlových Varech a byl za to nazýván „starostlivým tátou karlovarské české menšiny“. Město na něj nezapomnělo:
- Jménem doktora Janatky je nazvána ulice v centru Karlových Varů – ulice Dr. Janatky. Leží nedaleko ulice pojmenované po jeho předchůdci ze Slovanské besedy a profesnímu kolegovi doktoru Engelovi.
- Expozice doktora Janatky má své čestné místo v karlovarském muzeu.